# El colegio invisible
El colegio invisible. Lo que un grupo de científicos ha descubierto sobre las influencias ovni en la raza humana (en el original en inglés The invisible college: What a group of scientists has discovered about UFO influences on the human race) es un ensayo sobre ufología escrito en 1975 por el astrofísico, ufólogo y experto en informática francés Jacques Vallée.

## Sinopsis
¿Cuál es la naturaleza de los fenómenos aéreos no identificados? Hace cuarenta años, un pequeño grupo de devotos investigadores comenzó activamente a investigar casos, entrevistar a testigos e intercambiar datos a través de una pequeña red informal de contactos internacionales. En la actualidad, esta red de bajo perfil, o "colegio invisible", se ha convertido en un extenso y multinacional esfuerzo voluntario de investigación al que se han sumado muchas personas. Pero las preguntas que surgieron hace cuarenta años siguen vigentes y sin respuesta.

Creo que una poderosa fuerza ha influido en la raza humana en el pasado y ahora está influyendo nuevamente en ella. ¿Representa esta fuerza una intervención alienígena, o se origina por completo dentro de la conciencia humana? Esta es la pregunta que forma la base del trabajo El colegio invisible.
Jacques Vallée.